# Solo (песня Iyaz)
«Solo» — песня британо-виргинского исполнителя Iyaz, выпущенная лейблом Beluga Heights Records 8 июня 2010 года в качестве второго сингла с его дебютного студийного альбома Replay (2010). Продюсером песни выступил Джонатан Ротем, который написал её вместе с Iyaz, Джейсоном Деруло и Августом Риго. Она была выпущена для цифровой загрузки 9 февраля 2010 года, стала доступна для прослушивания на основных радиостанциях 8 февраля 2010 года и была выпущена в Великобритании 23 мая 2010 года. В песне использован сэмпл из сингла Джанет Джексон «Again» 1993 года; её соавторы (Джанет Джексон, Джимми Джем и Терри Льюис) разделили авторские права.

## Клип
Музыкальное видео было выпущено на MySpace 7 апреля 2010 года и набрало более 30 миллионов просмотров на YouTube.
Официальное музыкальное видео для «Solo» было снято в Тортоле, Британские Виргинские Острова (родной город Iyaz). Режиссёр Кай Кроуфорд, в нем он показывает, как он гуляет по окрестностям Тортолы, тоскуя по своей возлюбленной. Его можно увидеть исполняющим песню на скалах с видом на океан, в городе и на пляже, все выглядят очень одинокими и подавленными. Черно-белые сцены также показывают его и его девушку, записывающих песню в студии. Каждый раз, когда он видит ее, она исчезает из его памяти. В других сценах они вдвоем играют в баскетбол в детстве (в конце концов он достигает этого места и бросает мяч один в недоумении, промахиваясь). В конце концов он находит её на камне на пляже, и она принимает его обратно. Это заканчивается тем, что пара снова идет по пляжу вместе.

## Список композиций
Australian digital download
1. «Solo» — 3:14

UK digital EP 
1. «Solo» (Album Version) — 3:14
2. «Solo» (Instrumental Version) — 3:14
3. «Solo» (A Cappella Version) — 3:14
4. «Solo» (Cahill Radio Mix) — 3:34
5. «Solo» (Dave Audé Radio Mix) — 3:59

### Другие версии
- «Solo» (Single version) — 3:25
- «Solo» (Cahill Mixshow) — 5:08
- «Solo» (Dave Aude Club Mix) — 9:05

## Позиции в чартах
18 февраля 2010 года «Solo» дебютировал на 43-м месте в чарте Billboard Hot 100. После дебюта он опустился на 72-е место, но затем вернулся на 32-е. Это второй хит Iyaz, попавший в Top 40, после успеха предыдущего сингла «Replay». 30 мая 2010 года «Solo» вошёл в UK Singles Chart и UK R&B Chart на 3-е место, став вторым синглом Iyaz, попавшим в тройку лидеров в обоих чартах подряд. На второй неделе пребывания в чарте «Solo» опустился на 10-е место, ознаменовав вторую неделю пребывания в Top 10. 13 июня 2010 года сингл опустился на 10 позиций, заняв 20-е место. 28 мая 2010 года сингл дебютировал в Irish Singles Chart на 26-м месте, а на второй неделе пребывания в чарте опустился на 38-е место. 11 июня 2010 года сингл поднялся на 6 позиций, заняв 32-е место.

## Чарты и сертификация

### Недельные чарты
| Чарт (2010)                                | Высшая позиция |
| ------------------------------------------ | -------------- |
| Австралия (ARIA)                           | 48             |
| Австрия (Ö3 Austria Top 40)                | 28             |
| Бельгия/Фландрия (Ultratip Bubbling Under) | 4              |
| Канада (Billboard Canadian Hot 100)        | 54             |
| Чехия (Rádio — Top 100)                    | 61             |
| Германия (GfK)                             | 25             |
| Ирландия (IRMA)                            | 26             |
| Нидерланды (Dutch Top 40)                  | 20             |
| Новая Зеландия (Recorded Music NZ)         | 35             |
| Великобритания (OCC UK Singles)            | 3              |
| Великобритания (OCC UK Hip Hop/R&B)        | 3              |
| США (Billboard Hot 100)                    | 32             |
| США (Billboard Pop Airplay)                | 19             |

### Сертификация
| Регион | Сертификация | Продажи  |
| --- | ------------ | -------- |
| Великобритания (BPI) | Серебряный   | 200 000  |
| США (RIAA) | Золотой      | 500 000* |
| * Данные о продажах приведены только на основе сертификации. · Данные о продажах + прослушиваниях приведены только на основе сертификации. |              |          |